# Sympetrum gilvum
Sympetrum gilvum – gatunek ważki z rodziny ważkowatych (Libellulidae). Występuje na terenie Ameryki Południowej i Karaibów.